# Alkiza
Alkiza é um município do centro de Guipúscoa (Pais Basco), de carácter rural, ao noroeste da comarca de Tolosaldea, a 27 quilómetros ao sul de San Sebastián. Em 2016 tinha 346 habitantes, dos quais o 88,8% falavam o basco. É município independente desde 1731, anteriormente dependeu de Tolosa e de San Sebastián.
A praça do povoado encontra-se a 340 metros sobre o nível do mar e nela se encontram a escola, a câmara municipal, o frontão e a igreja paroquial. O município conta com mas de 40 quintas e casas dispersas.

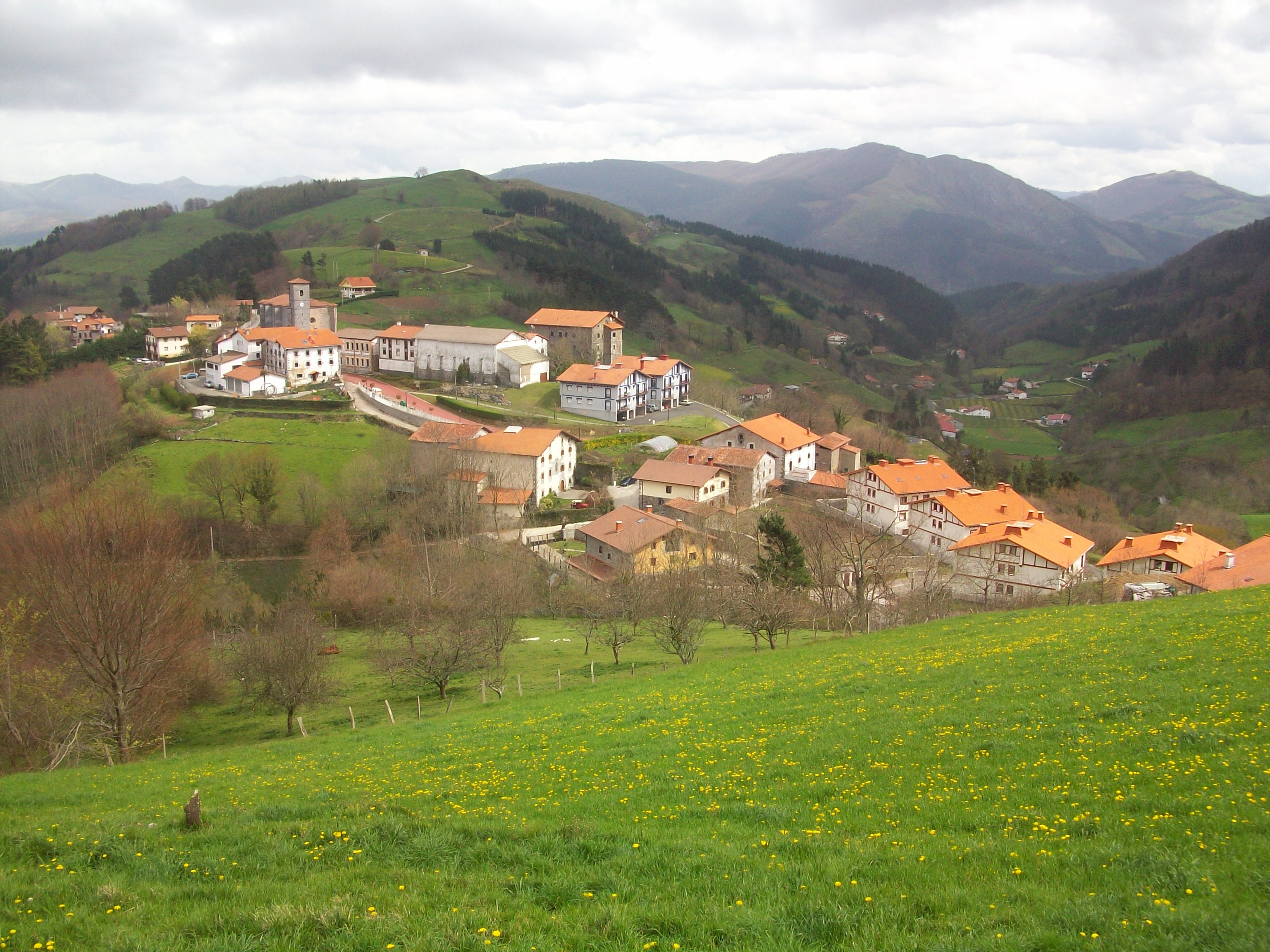
Alkiza, núcleo urbano (2010)

Está ligado com Anoeta e Asteasu através da estrada GI-3630. A bifurcação de Asteasu inaugurou-se em 1952 e a de Anoeta em 1957. Até então, os caminhos rurais uniam Alkiza com os povos próximos.
Aos seus habitantes se lhes apelida em basco oiloak (galinhas).
A festa maior da vila é o 8 de setembro.

## Geografia
Alkiza encontra-se ao este da serra de Hernio. O terreno de termo autárquico é em geral de grande pendente, encontrando-se a zona mas plana no bairro Arana.
Tem clima atlântico típico. O facto de que as nuvens procedentes do mar fiquem aderidas à serra de Hernio não é raro quando sopra o vento do noroeste, pelo que goza de um clima húmido
Ao ser a serra de Hernio uma formação calcária, nos terrenos de Alkiza existem numerosas estruturas cársicas como grutas, dolinas e rios subterrâneos. Assim mesmo, algumas dos ribeiros que percorrem o município permanecem secos se não chove muito. O mesmo ocorre com a cascata de Amixuri.
O complexo Leize Haundia 2/Sabe-saia é a estrutura cársica mais importante de Alkiza. As duas grutas formam um sistema de 340 m de profundidade, 2 km de galerias e um ribeiro no seu interior.
As cimeiras mais destacadas são Herniozabal (1.010 m), Herniotxiki (820 m), Enaizpuru (731 m), Alluts (687 m) e Beleburu (619 m) ao oeste e Mendiola (431 m) ao este.
No termo autárquico de Alkiza encontra-se a quarta parte a Zona de Especial Conservação Hernio-Gazume.

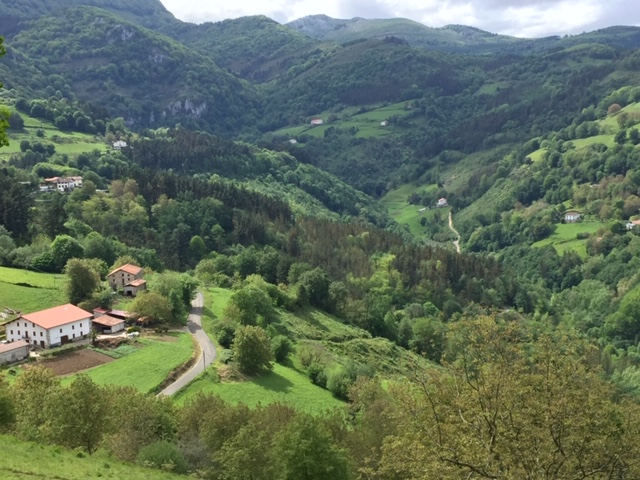
Bairro Azaldegi, no primeiro plano; bairro Aldapa à direita e bairro Hernio, nas encostas da Serra de Hernio, ao fundo

### Hidrografia
Como se mencionou anteriormente, Alkiza é uma zona cársica, pelo que as águas de chuva e degelo vão ao subsolo em grande proporção. Por isso, alguns ribeiros só conduzem água em caso de precipitação intensa e, em outras, há águas superficiais só em alguns trechos do leito.
São dois os principais ribeiros de Alkiza:
- O ribeiro Mandabe atravessa o bairro de Arana e verte as suas águas no termo de Anoeta ao rio Oria. Nasce na fonte chamada Bidania erreka, onde surgem as águas do complexo Leize Haundia 2/Sabe-saia. Entre os habitantes de Alkiza  pensava-se que as águas desta fonte procediam do outro lado de Hernio, concretamente de Bidania, e daí o seu nome Alkiza
- O ribeiro Aranguren nasce junto a casa do mesmo nome e escorre pelo bairro de Aldapa. Verte as suas águas no ribeiro Asteasu, afluente do Oria. A este ribeiro denomina-se-lhe Arraiaga águas abaixo da ponte de Egurrola.

### Municípios limítrofes
Alkiza limita ao norte com Larraul e Asteasu; ao sul com Hernialde, Tolosa, Albiztur e Bidania-Goiatz; ao este com Anoeta; e ao oeste com Errezil.

## História[4]
O território do concelho de Alkiza é habitado desde a Idade do Bronze. Isso é indicado, por exemplo, pelas peças de cerâmica na caverna Olatzazpi ou peo túmulo de Itzuregi.
As primeiras referências escritas sobre Alkiza são de 1348. De facto, por encarrego do rei de Castela  Afonso XI elaborou-se a lista dos fidalgos de Tolosa. Nesta lista aparecem várias quintas de Alkiza. O povoado menciona-se associado administrativamente a Tolosa. Por causa dos impostos Alkiza e outros povoados de Tolosaldea tiveram litígios com Tolosa desde 1435. Dentro deste processo, em 1450, Alkiza decidiu convergir com San Sebastián, mas isto não se materializou legalmente até que em 1479 Tolosa e San Sebastián assinaram um acordo.
Entre os séculos XV e XVIII, Alkiza autogoverna-se como concelho aberto, embora também se nomeavam magistrados para as decisões quotidianas.
No final do primeiro terço do século XVIII chegou o momento mais importante da história de Alkiza: converter-se em município. O 21 de janeiro de 1731 foi declarada vila pelo rei Felipe V e separada de San Sebastián. A lonjura a San Sebastián foi a razão mais importante para levar a cabo essa secessão. Miguel Irazusta foi o primeiro presidente da câmara municipal. Nesse mesmo ano definiram-se oficialmente os limites de Alkiza com as outras vilas da zona e procedeu-se à designação da cada um dos marcos. O limite de Asteasu, por exemplo, foi delimitado pelos marcos de Olatza, Arizmendi, Zalminaga e Arraiaga. 54 lares constituíram o novo município.
Ao converter-se em município independente Alkiza adquiriu o direito de participação nas Juntas Gerais de Guipúscoa. Isso tinha um custo económico e Alkiza lhe propôs se unir a Anoeta para compartilhar despesas. Em 1742 os dois povos fundaram a união Ainssu para a sua representação nas Juntas Gerais. Às Juntas Gerais de 1743 assistiram representantes de ambos municípios; às de 1744 assistiram os de Anoeta; às de 1754 os de Alkiza  e assim sucessivamente. O acordo foi de vinte anos e foi renovado em 1762, 1781 e 1805. Este último não tinha prazo de finalização.
Em 1815 aderiu-se a Ainssu Hernialde e à união alargada denominou-se-lhe Ainssuberreluz.
A princípios do século XIX produziu-se a privatização dos terrenos comunais em Alkiza. O primeiro movimento produziu-se por causa das dívidas derivadas da Campanha do Rossilhão, e assim em 1797 o povo autorizou à Câmara municipal a venda de terrenos comunais. O primeiro leilão de terrenos comunais celebrou-se em 1799 e a Câmara municipal vendeu 53 lotes. Desde essa data até 1814 a Câmara municipal realizou seis leilões para a alienação de terrenos comunais. Em 1810 foram leiloados, além disso, outros bens, como os moinhos de Olaa e Goiko Errota no bairro Aldapa e Igaran no bairro Arana. No final do século XVIII a metade dos terrenos do município eram públicos e entre 1799 e 1845 a Câmara municipal leiloou 682 parcelas comunais: 5,3 km2 no total. Os terrenos comunais reduziram-se a uma superfície de 0,4 Km2.
Esta privatização afetou gravemente à economia da câmara municipal. De facto, o mesmo conseguia grandes recursos económicos vendendo lenha, carvão vegetal, castanhas e demais. Isto provocou, por exemplo, a perda dos notários residentes que Alkiza tinha desde 1749 em 1801. Também desapareceram os guardas florestais responsáveis pelos bosques e viveiros autárquicos.
As duas guerras carlistas do século XIX afetaram pouco a Alkiza. Durante a Primeira Guerra carlista, entre 1836 e 1938, os carlistas confiscaram aos seus donos liberais os seus casarios e obrigaram aos inquilinos a pagar as rendas às autoridades carlistas. Durante a Terceira Guerra carlista aconteceu em 1873 o chamado encontro de Alkiza. Suspeitava-se que o chefe de guerrilha cura Santa Cruz, estava na zona de Hernio e as tropas liberais foram a lhe procurar. Não encontraram a ninguém e decidiram descer do porto de Zelatun a Alkiza. Ao entrar no povo receberam-nos com disparos, mas os liberais expulsaram aos carlistas carregando a baioneta. Por outra parte foi frequente que Santa Cruz tomasse albergue na reitoria de Alkiza  cujo pároco era fervoroso carlista.
O serviço de correio começou em 1873 com dois carteiros. Um deles realizava o percurso Azpeitia-Alkiza-Larraul-Asteasu e o outro, Tolosa-Alkiza-Larraul-Asteasu.
Em 1885 a câmara municipal decidiu fazer chegar o telégrafo e o telefone ao povo. Estes serviços tiveram a sua sede na taberna autárquica. O telefone não se estendeu a todos os lares do município até princípios dos anos 80. Por outro lado, a Câmara municipal decidiu em 1896 estabelecer o sistema métrico de pesos e medidas no município.
Em 1911 quatro Alkizarras, Ignacio Urruzola, Eusebio Zubiaur, Markos Bengoa e Fermin Roteta, construíram uma central hidroelétrica no ribeiro Mandabe. Desta maneira conseguiu-se que a eletricidade chegasse aos lares de Alkiza. Esta central foi pioneira da atual Elektralkiza. A energia elétrica de Alkiza  foi produzida pelo ribeiro Mandabe até que em 1971 quando a empresa Iberduero instalou dois centros de transformação no município.
O primeiro automóvel chegou a Alkiza o dois de novembro de 1930 conduzido por um dos proprietários da fábrica pepeleira Echezarreta, Larrion e Aristi de Irura.

## Organização administrativa
Em 1775 a Câmara municipal ditou um decreto pelo que se organizava a recolha de samanbaia, folhas soltas e similares para as camas do gado dos terrenos comunais. No mesmo dividia-se o município em quatro bairros: Azaldegi, Aldapa, Arana Behea e Arana Goikoa. O centro localizou-se na casa Otsamendi e o termo autárquico dividiu-se em quatro quartos para levar a cabo esta distribuição.
No momento em que se estabeleceram as quotas para o pagamento do médico da localidade em 1847, o município se dividiu novamente em quatro bairros: Azaldegi, Aldapa, Arana e Herriburua. Em 1884 o bairro Aldapa dividiu-se em dois: Aldapa e Hernio. O bairro Sakamidra foi organizado em 1940, juntando vários casarios de Arana e Azaldegi.
Além do núcleo urbano, denominado Praça pelos naturais, Alkiza divide-se atualmente oficialmente em cinco bairros: Aldapa (limita com Larraul), Arana (zona plana da estrada de Anoeta), Azaldegi (a ambos lados da estrada de Asteasu), Hernio (aos pés do maciço de Hernio) e Sakamidra (contiguo o bairro Goi-bailara de Anoeta).

## Demografia
No momento que aparece a primeira documentação escrita sobre Alkiza, isto é no século XIV, se estima tinha uns 60 habitantes; a princípios do século XVII eram ao redor de 230 e quando se constituiu como município, uns 270. A princípios do século XIX viviam em Alkiza mais de 350 pessoas. Primeiros dados exatos do número de habitantes são do meio do século XIX. Na tabela seguinte mostra-se a evolução da população de Alkiza desde 1851.
Desde princípios do século XX a população foi diminuindo paulatinamente, diminuição que se acelerou desde a década de 1960 até finais de século. O número de habitantes atingiu o mínimo em 2000, com só 254.
A começos do século XXI a população de Alkiza  era comparável à que tinha quando se converteu em município. Isto tem uma explicação singela desde o ponto de vista da estrutura económica e familiar do município. Desde o meio do século XX a agricultura deixou de ser o motor da economia local. Os alkizarras começaram a ir trabalhar à indústria e aos serviços situados de localidades próximas como Asteasu, Anoeta ou Tolosa. Ao mesmo tempo as famílias extensas que precisa a economia rural começaram a se reduzir, passando de seis a sete meninos a só dois ou três.

## Economia
Até o meio do século XX a atividade económica principal de Alkiza  foi a agricultura e atividades relacionadas como a ferraria ou os moinhos
A atividade agrária organizou-se em torno da fazenda e foi em grande parte uma economia de subsistência. O necessário para viver produzia-se principalmente na fazenda. A diferença de outras comarcas de  não parece que o pastorerio tenha um grande peso na economia das fazendas de Alkiza.
Alkiza contou historicamente com três moinhos: Igaran, no bairro Arana ao ribeiro Mandabe, e Olaa e Goiko Errota no bairro Aldapa ao ribeiro Aranguren. Estes dois últimos moihos estiveram ativos até 1953. Se moía milho e trigo.
No século XVI, cabe destacar a forno de fundição Egurrola que teve uma atividade foi muito importante entre 1511 e 1615. A ferraria foi destruída por uma grande inundaçao.
A produção de carvão foi um complemento monetário importante para os fazendeiros de Alkiza que vendiam o carvão à indústria e lares dos municípios próximos como Tolosa. A madeira dos bosques de Hernio é uma matéria prima muito adequada para a fabricação de carvão vegetal. Esta atividade moldou a estrutura dos bosques de Alkiza impondo as faias podadas. A atividade sobreviveu até princípios dos anos 60. Na década de 1950 podiam estar acesas ao mesmo tempo uma dúzia e meia de carvoarias.

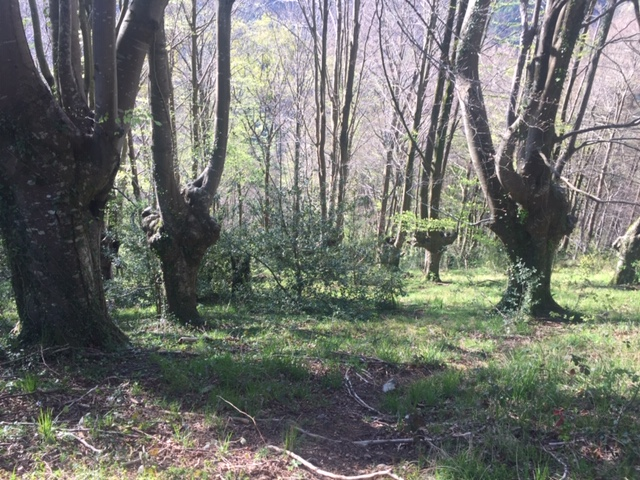
Faias podadas para a obtenção de carvão, típicas do bosque de Alkiza

Entre 1945 e 1950 um grupo de empreendedores, entre eles o presidente da câmara municipal de Alkiza, Mateo Aranburu, construo um sistema de cabos, polias e postes que baixava a madeira pendurando dos mesmos desde o bosque de faias da penha Zopite, no termo de Alkiza, até a casa Konporta de Asteasu. Esta madeira era vendida pelos donos do cabo aos fornos padeiros.
Nas últimas décadas do século XX Alkiza contou com um pequeno polígono industrial junto ao bairro Umanea de Asteasu, que já não tem atividade. Baldosas Jarri foi a principal empresa local.
Na atualidade, Alkiza tem uma atividade económica própria muito débil e os vizinhos em ativo trabalham principalmente fora do município principalmente na indústria e serviços da comarca. É de assinalar a presença de um grupo significativo de professores universitários entre os vizinhos de Alkiza.
Em 2020, duas explorações agrárias, a casa do turismo rural Lete, a adega de Txakolin Inazio Urruzola, o bar autárquico, a central hidroeléctrica Elektralkiza e uma empresa de afiado conformam o tecido produtivo de Alkiza.

## Política
Ao ser declarada vila tiveram-se que começar ao eleger os presidentes da câmara municipal. Como se mencionou anteriormente, o primeiro foi Miguel de Irazusta, arquiteto Alkizarra estabelecido em Madrid. As portarias autárquicas estabeleceram que os sucessivos presidentes da câmara municipal deviam de residir na vila, de tal maneira que Jerónimo Alkizalete substituyo a Irazusta. Até o meio do século XIX, os presidentes da câmara municipal elegia-se nos primeiros dias do ano natural e para ser candidatos deviam ser fidalgos e proprietários da fazenda de primeira categoria. Elegiam-se para um ano, embora há algumas exceções, por exemplo Gregorio Arantzabe foi eleito para 1808 e 1809.
Em 1845, depois da Primeira Guerra carlista, o sistema eleitoral mudou e, entre outras coisas, prolongou-se o mandato dos presidentes da câmara municipal.
Em 1931, nas eleições autárquicas que levaram à proclamaçao da Segunda República, Krispin Sorarrain foi eleito presidente da câmara municipal ocupando o seu cargo até 1934. Seguiu-lhe José Tolosa. O 27 de agosto de 1936, já estourada a Guerra Civil espanhola, a Junta de Burgos, fiel ao ao golpe de estado, procedeu à destituição de José Tolosa e do resto de vereadores: Krispin Sorarrain, José Luis Iruretagoiena e Simón Ugalde, e nomeou presidente da câmara municipal, a Matías Aranburu, a Pantaleón Iruretagoiena, tenente de presidente da câmara municipal e a Juan Bautista Altuna, Francisco Uzkudun, Pedro Otegi e Juan Cruz Urruzola vereadores.

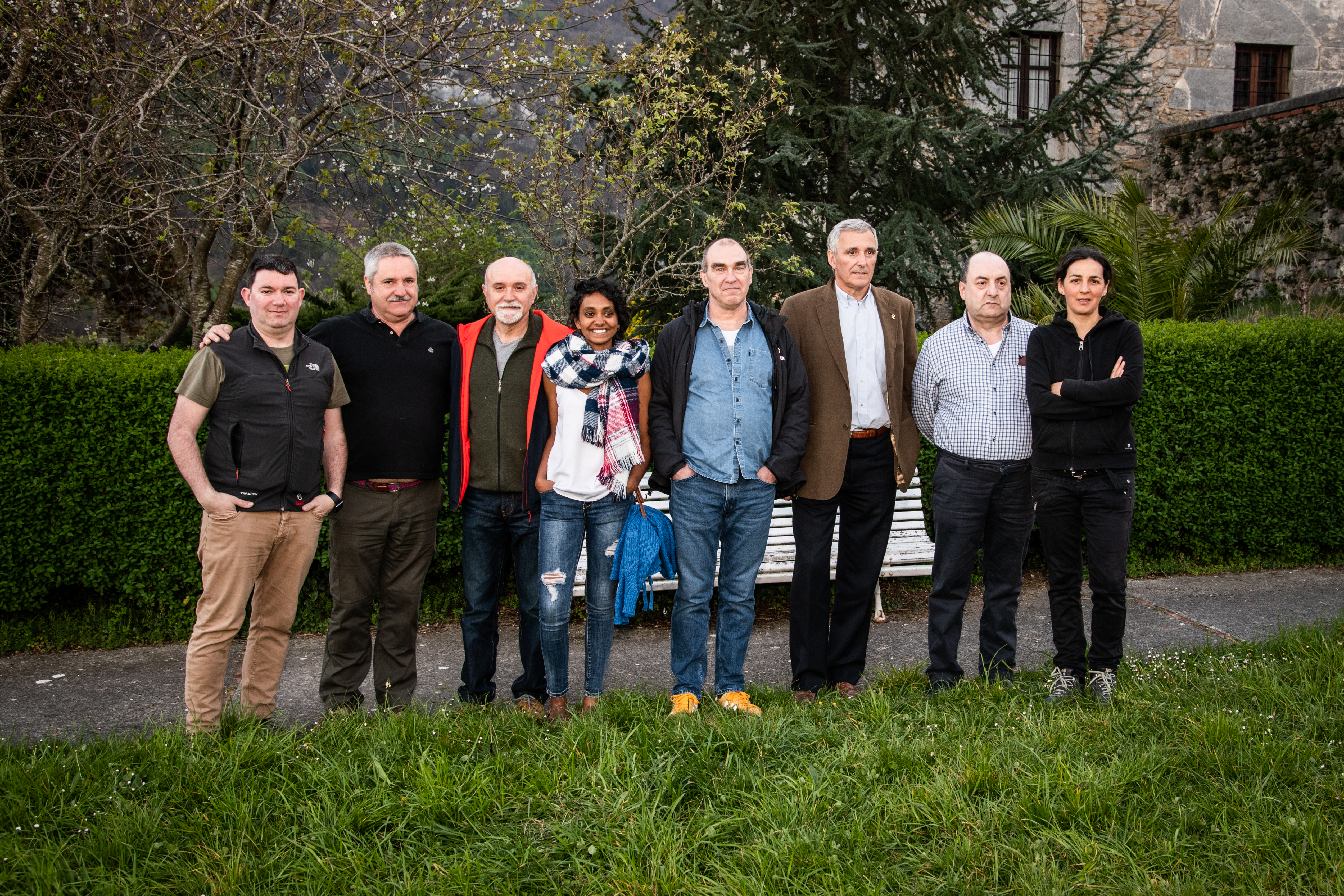
Câmara municipal atual (2019-2013)

Ao termo do franquismo, nas primeiras eleições autárquicas em 1979, Bittor Sorarrain Lasa, neto de Krispin, foi eleito presidente da câmara municipal da lista independente Alkizako Herriaren Alde. Antonio Zubiaurre Otegi foi presidente da câmara municipal da vila desde 1983 até a sua morte em 2004, em nome de Euskadiko Ezkerra primeiro e da lista independente Alkizako Abertzale Ezkertiarrak desde 1995. Em 2004 Jon Roteta tomou posse da presidência da câmara e permaneceu no cargo até 2011. Nas eleições de 2011 e 2015, Jon Umérez Urrezola foi eleito presidente da câmara municipal e Inaki Irazabalbeitia Fernández nas de 2019. Desde 1995 todos os eleitos autárquicos de Alkiza  o foram na candidatura Alkizako Abertzale Ezkertiarrak.
Nas eleições a Juntas Gerais, ao Parlamento Basco, a Cortes e ao Parlamento Europeu o voto a candidaturas nacionalistas bascas supera com facilidade o 80 % dos votos emitidos.

## Educação
Pouco tempo após ser declarada vila, a câmara municipal de Alkiza decidiu cuidar da educação dos seus vizinhos. Em 1749, no acordo com o primeiro notário residente da vila, Francisco Ignacio Larrunbide, menciona-se que dito notário devia dar classes de leitura e escritura. Isto foi assim até 1797 quando a câmara municipal nomeia o primeiro maestro que não era notário: Juan Antonio Irazusta. No convénio que assinou com a Câmara municipal se detalham as suas obrigações e direitos: ensinar às meninas e meninos a doutrina cristã e a ler, escrever e contar. Exceto no caso das famílias pobres, todas as famílias pagavam com trigo ao maestro que ademais percebia o salário estipulado pela câmara municipal. A escola estava situada no edifício da prefeitura. O maestro tinha também a função de manter o relógio da torre da igreja.
Em 1816 os irmãos e vizinhos da vila Juan Bautista e José Antonio Legarra fizeram reconstruir a casa Migelena, situada ao custado da câmara municipal. Nessa casa localizou-se a escola e o pároco Juan Bautista Legarra  exerceu nela de maestro entre 1822 e 1843. Além do maestro nomeou-se maestra para dar classes às meninas. A primeira delas, entre 1823 e 1846, foi Juana María Aranburu. No testamento realizado por Juan Bautista Legarra em 1845, o edifício da escola, já conhecido como Donjuanena, foi cedido à câmara municipal para o seu uso como escola.

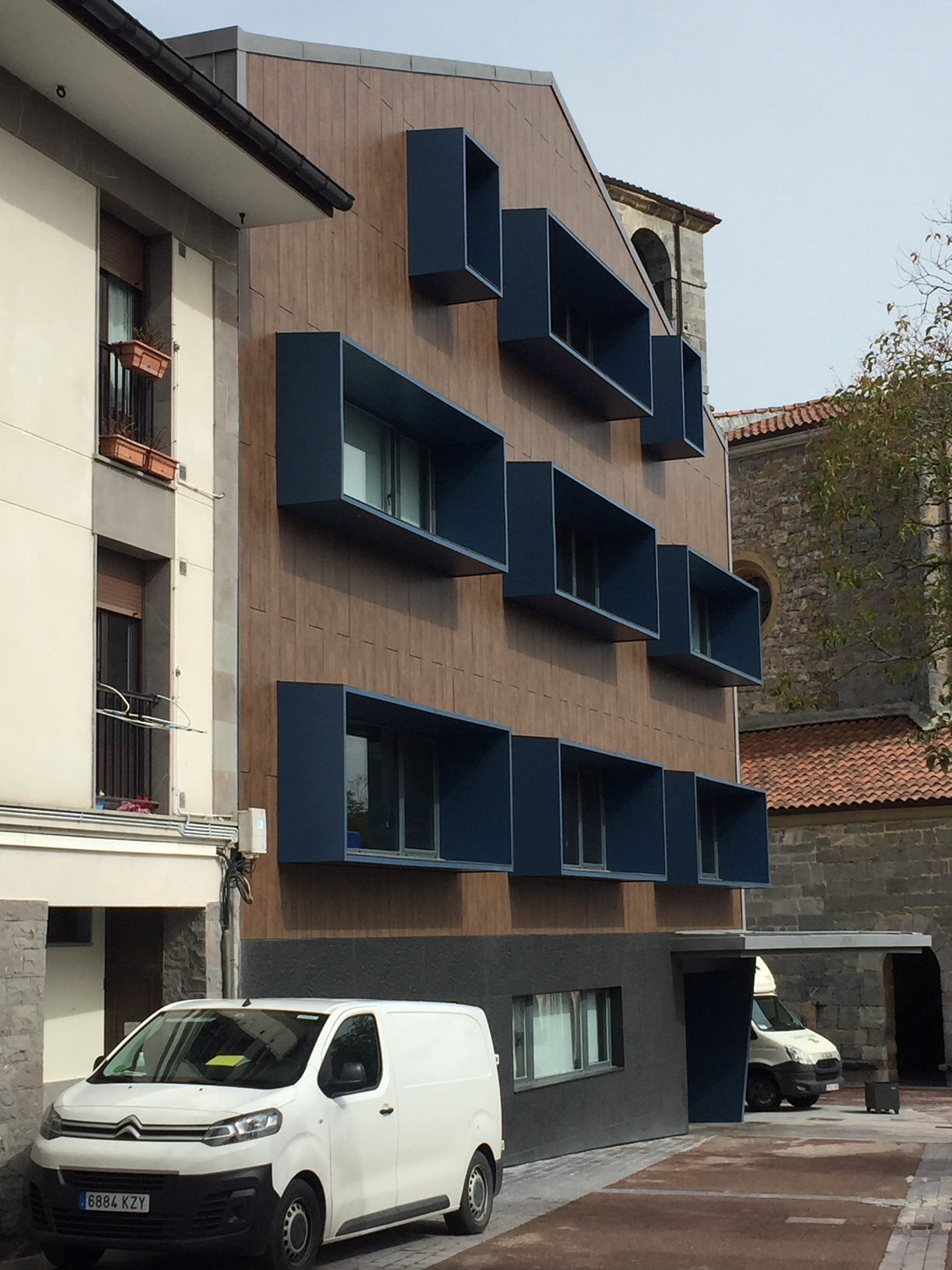
Nuova escola construida em 2020

A escola esteve nesse edifício até 1930 quando se levantou uma nova no solar da casa Madrigal.
Em março de 2020 abriu-se ao uso um novo edifício construído pelo Departamento de Educação do Governo Basco que vem a substituir o antigo que ficava pequeno e antiquado.
A escola de Alkiza dá educação infantil e primária. No curso 2019-2020 tem-se matriculado um total de 53 alunos. A língua de ensino na escola é o basco.

## Língua
Em Alkiza  segundo dados de 2016 o 88,8 % da população fala o basco e o uso social da língua é de 83,6 %, dado medido em 2017.

Ata da câmara municipal em língua basca do 1847

Alkiza é desde dezembro de 2019 membro da Associação de Municípios de Língua Basca (UEMA).
Em Alkiza, fala-se a variante de Tolosaldea do dialeto guipuscoano, mas como consequência da utilização do Euskera Batua (basco unificado) na educação e nos meios de comunicação e o contacto mais frequente com falantes de outros dialectos, as gerações mais novas têm uma fala mais híbrida.
No portal Ahotsak há recolhidas gravações com 8 pessoas, 5 homens e 3 mulheres nascidas entres 1917 e 1941, que são mostra do basco tradicional de Alkiza.

## Cultura
Alkiza é um município de grande atividade cultural. Ao longo do ano organizam-se múltiplas atividades culturais como conferências, atuações musicais, exposições e teatro.
Por outro lado, cabe destacar que entre 2008 e 2010 se desenvolvo um projeto cultural impulsionado pelos vizinhos denominado Itxurain que cano como objetivo o recolher o património sócio-etnográfico e cultural da localidade e o projetar a futuro como um dos pilares das senhas de identidade da comunidade. Realizaram-se ao todo 4 projetos com a participação da escola e dezenas de vizinhas e vizinhos.

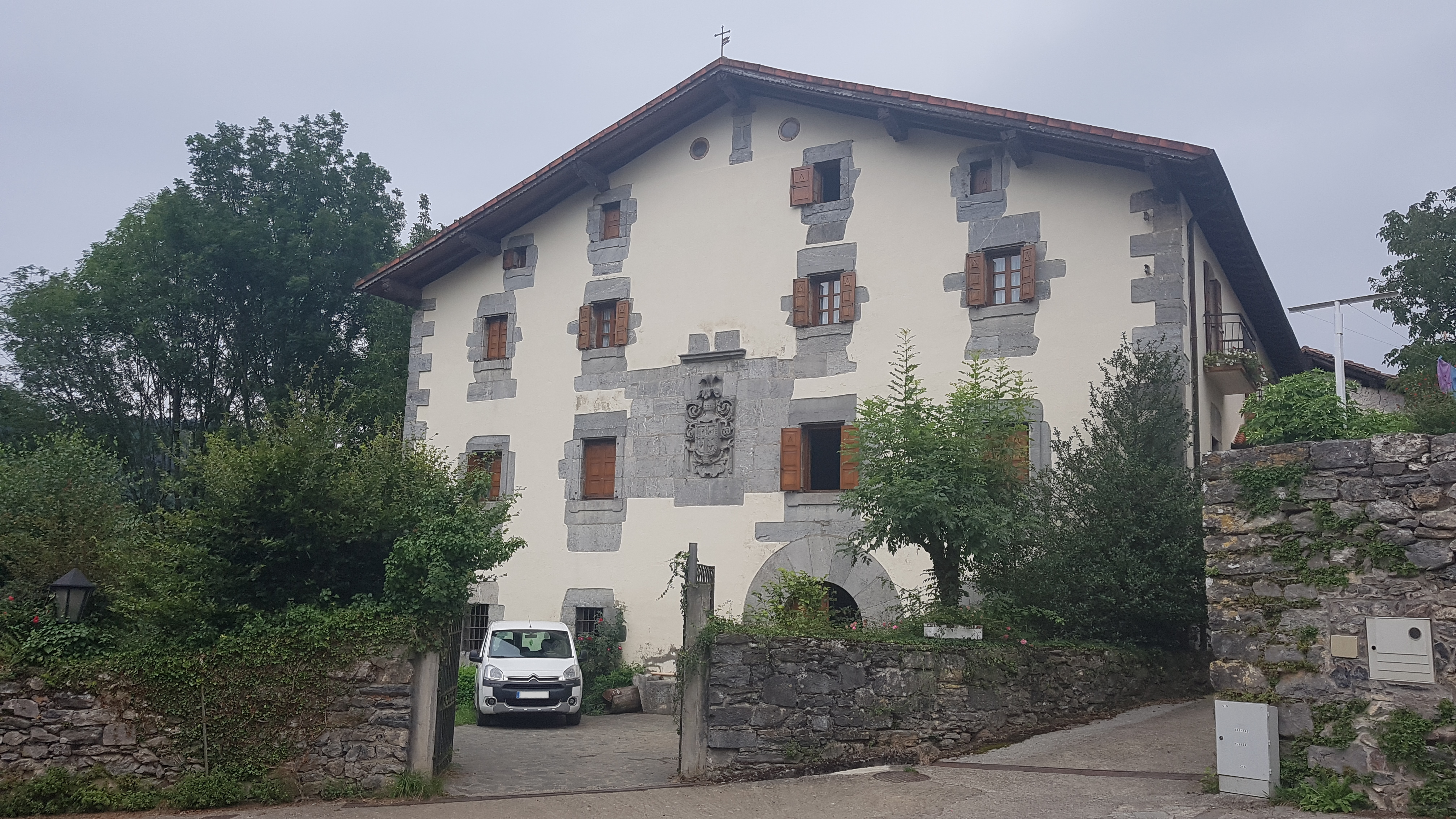
Casa Alkizalete ou Lete, edificio barroco do século XVIII

Desde 2018 está em marcha a iniciativa Sormenaren Kabia (Ninho para a criatividade). Casa ano oferece uma bolsa a dois artistas um espaço de criação artística e o assessoramento de Koldobika Jauregi durante a sua estadia em Alkiza.
Por outro lado, junto à estrada de Asteasu, no bairro de Azaldegi, encontra-se o Museu Ur Mara, desenhado e gerido pelo escultor Koldobika Jauregi e a sua esposa a desenhadora de joias Elena Cajarabille. No mesmo, além da obra de Koldobika e Elena, reúne-se, também, a de outros artistas. Assim mesmo, oferece uma programação anual de concertos, exposições e work-shops.
O pintor Juan Luis Goenaga tem a sua oficina no casario Aritzategibarrena do bairro Hernio.

## Monumentos

### Casa Alkizalete ou Lete
A casa Alkizalete ou Lete está declarada Bem Cultural com a categoria de Monumento. É de origem medieval, tem um arco de médio ponto e panos do rés-do-chão de estilo gótico, bem como pilares e vigas de madeira do século XVI. No escudo da fachada tem gravada a data de 1212. A casa atual é um edifício barroco do século XVIII.

### Igreja de San Martin de Tours
A igreja paroquial de San Martin de Tours é de estilo gótico e foi adquiriu a sua forma atual na segunda metade do século XVI. O edifício original carecia de torre que foi construída no século XVII.

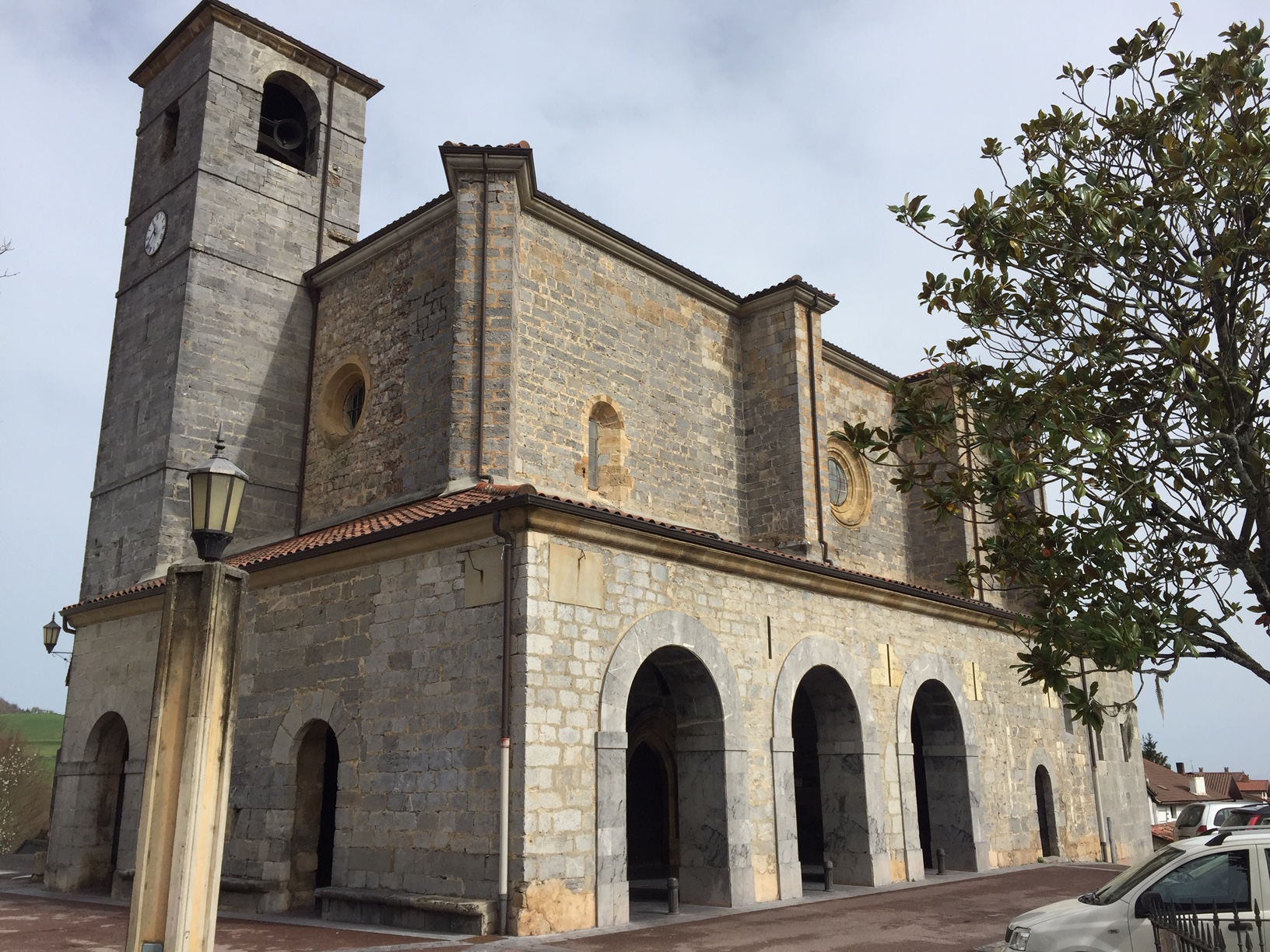
Igreja de San Martin de Tours

O primeiro retábulo da igreja de San Martín foi considerado por alguns como obra do escultor Joanes Antxeta. No entanto, o autor foi o escultor de Soravilla  Joanes de Arbeiza. Não obstante, está documentado que chamaram a Antxeta Alkiza para falar envelope o retábulo, sendo a principal hipótese que ele só trabalhou como consultor.
Dessa mesma época é o sacràrio da igreja, obra de Ambrosio Bengoetxea, filho de Alkiza. Atualmente encontra-se no Museu Diocesano de San Sebastián, onde foi levado a restaurar a princípios da década de 1980, concordaram que voltaria a Alkiza depois da sua restauração, isto não se materializou.

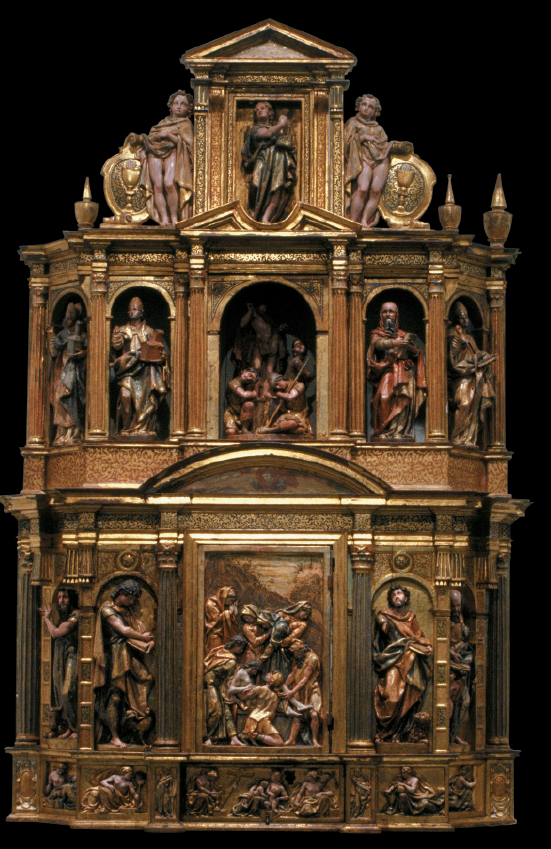
Sacràrio de Anbrosio Bengoetxea

A torre e a sacristia da igreja construíram-se entre 1688 e 1700.
O atual retábulo da igreja é obra de Miguel de Irazusta, arquiteto Alkizarra estabelecido em Madrid. Recebeu o encarrego em 1724 e finalizou-o com a sua nomeação como primeiro presidente da câmara municipal de Alkiza. Na época do pároco Juan de Irazusta, primo de Miguel, entre 1755 e 1772, realizaram-se na igreja algumas melhoras significativas: construíram-se o arco do coro, o novo solo da igreja e o pórtico e instalou-se um relógio na torre. Este relógio foi reformado em 1841 e 1932. O órgão da igreja é de 1928. Entre 1998 e 2000 a igreja de San Martín sofreu uma profunda restauração que foi financiada em parte com fundos da União Européia.

### Ermidas de Santiago e da Santa Cruz
Não há dados sobre a data de construção da ermida de Santiago. Atualmente forma um conjunto com o cemitério, junto ao estacionamento da localidade. Na documentação antiga também foi chamada hospital. A primeira menção documentada da ermida data de 1528. O nome do hospital animou a Luis Pedro Peña Santiago a especular que por Alkiza  poder-se-ia ter passado o Caminho de Santiago.
Foi bastante habitual que os vizinhos de Alkiza fizessem doações à ermida nas suas testamentos. Por outro lado, em 1762 a freguesia de San Martín encarregou ao arquiteto Martín Carreira o projeto de construção de um calvário desde a igreja até a ermida. Não há dados de quando se construiu, mas atualmente média dúzia de cruzes seguem em pé.
Poucos anos após o encarrego a Carreira, o 22 de junho de 1771, o bispado de Pamplona proibiu dar missa na ermida por encontrar-se esta em uma situação arquitectónica precária. Dita proibição durou até 1832. Nesse mesmo ano o bispado autorizou a restauração da ermida já que tinha-se tomado a decisão de derrubar a outra ermida da localidade, a ermida da Santa Cruz.
Celebraram-se missas na ermida de Santiago até 1977 e seguiu-se celebrando a procissão de Sexta-feira Santa que partia da freguesia e acabava na ermida até 1979. Atualmente a ermida está dessacralizada.
A ermida da Santa Cruz, afastada do povo, achava-se a meia hora de caminho do núcleo urbano e a 520 m de altitude. O antigo caminho de Alkiza ao Hernio passa junto às suas ruínas. A primeira menção documentada desta ermida data de 1528. Em 1832 autorizou-se o derrubo da mesma pelo bispado de Pamplona, alegando que se achava afastada do núcleo urbano e que tinha alguma parede caída.

### Cemitério
Até princípios do século XVXIII os mortos enterravam-se na igreja de San Martin. O cemitério propriamente dito construiu-se em 1708 junto à ermida de Santiago. Durante mas de um século os mortos enterraram-se, indistintamente, na igreja paroquial ou no cemitério. A partir de 1828, utilizou-se exclusivamente o cemitério para os enterros.
O cemitério foi gerido pela freguesia de San Martin até 1885 quando que a Câmara municipal investiu 550 pesetas para a ampliação do mesmo. A partir daí a câmara municipal geriu a infraestrutura. Em 1945 o cemitério alargou-se e adquiriu com a configuração atual.
Em fevereiro de 1926 transladaram-se desde a freguesia San Martin ao cemitério os ossos que ficavam das pessoas que era enterradas na mesma.

### Frontão
O jogo de pelota praticou-se desde antigo em Alkiza, tal como o indica a toponimia menor: por exemplo nos nomes dos terrenos como Pelotaleku (lugar onde se joga a pelota) ou Mendiola-pelota-lekuazpia (baixo o lugar onde se joga a pelota em Mendiola). A primeira referência documentada aparece nas portarias de 1735, onde se proibia a prática da pelota no pórtico da igreja durante as horas de culto.

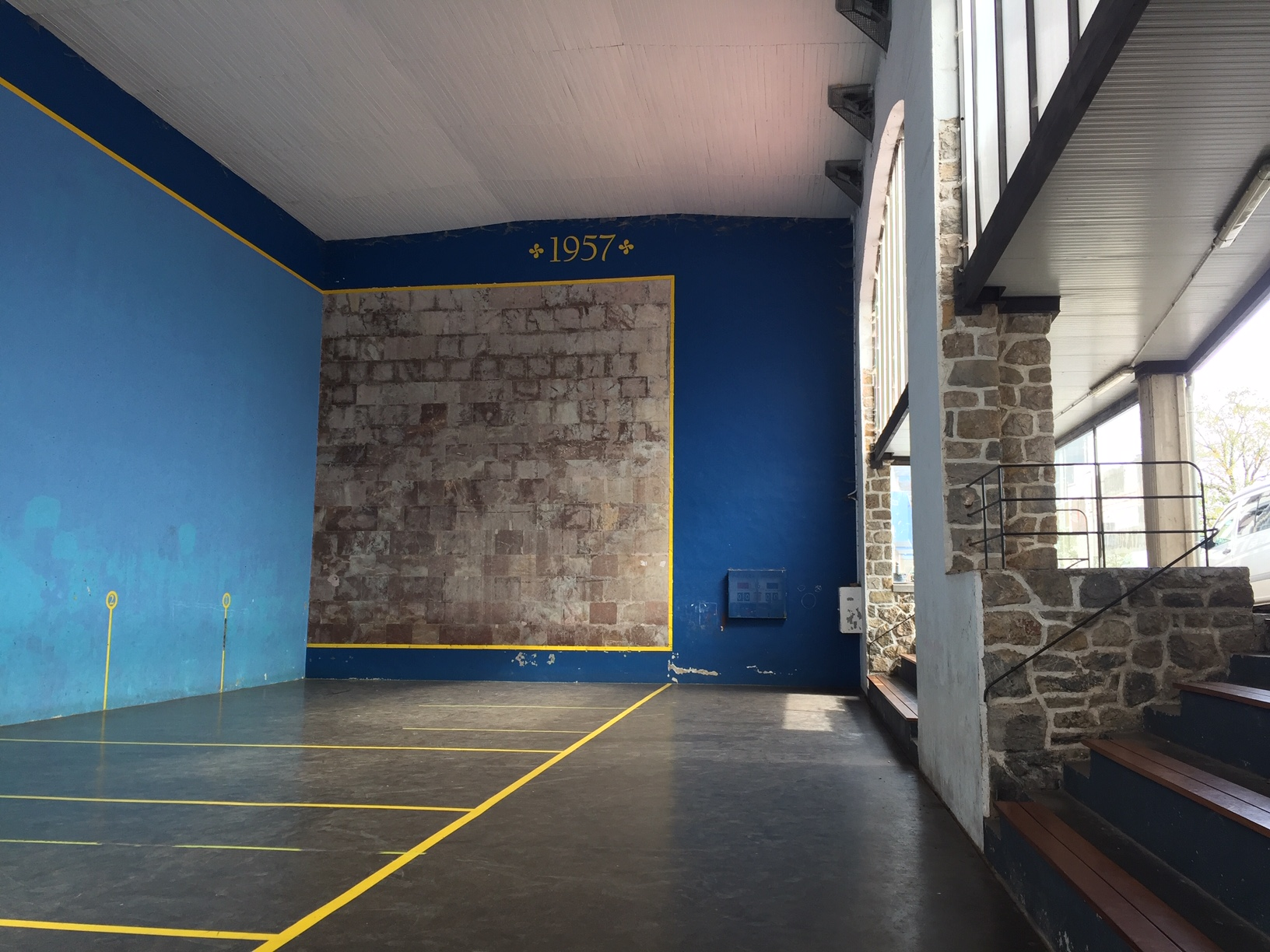
Frontão

No entanto, o primeiro frontão de parede esquerda não foi construído até 1922, financiado pela fábrica papeleira Echezarreta, Larrion e Aristi de Irura, dentro da operação para a construção da central hidroeléctrica Elektralkiza. A parede esquerda construiu-se contra a igreja de San Martín e a parede frontal em frente a casa Katalandegi. Foi uma obra importante, já que não tinha frontão com parede esquerda em todos os povos. O jogador de pelota Alkizarra Telesforo Arregi comenta o seguinte em uma entrevista realizada em 2003:
‘Nos povos dos arredores não tinha frontões com parede esquerda e o que gostaba… todos a Alkiza . Desde Hernialde, desde Asteasu,. Em Asteasu só tinha um pequeno pórtico…’
O atual frontão coberto inaugurou-se o 15 de dezembro de 1957. Foi construído pela Diputación Foral de Guipúzcoa no contexto do Dia dos Municípios de Guipúzcoa. No partido inaugural Atano X e Atano IX ganharam 20-17 a Atano III e Atano IV.

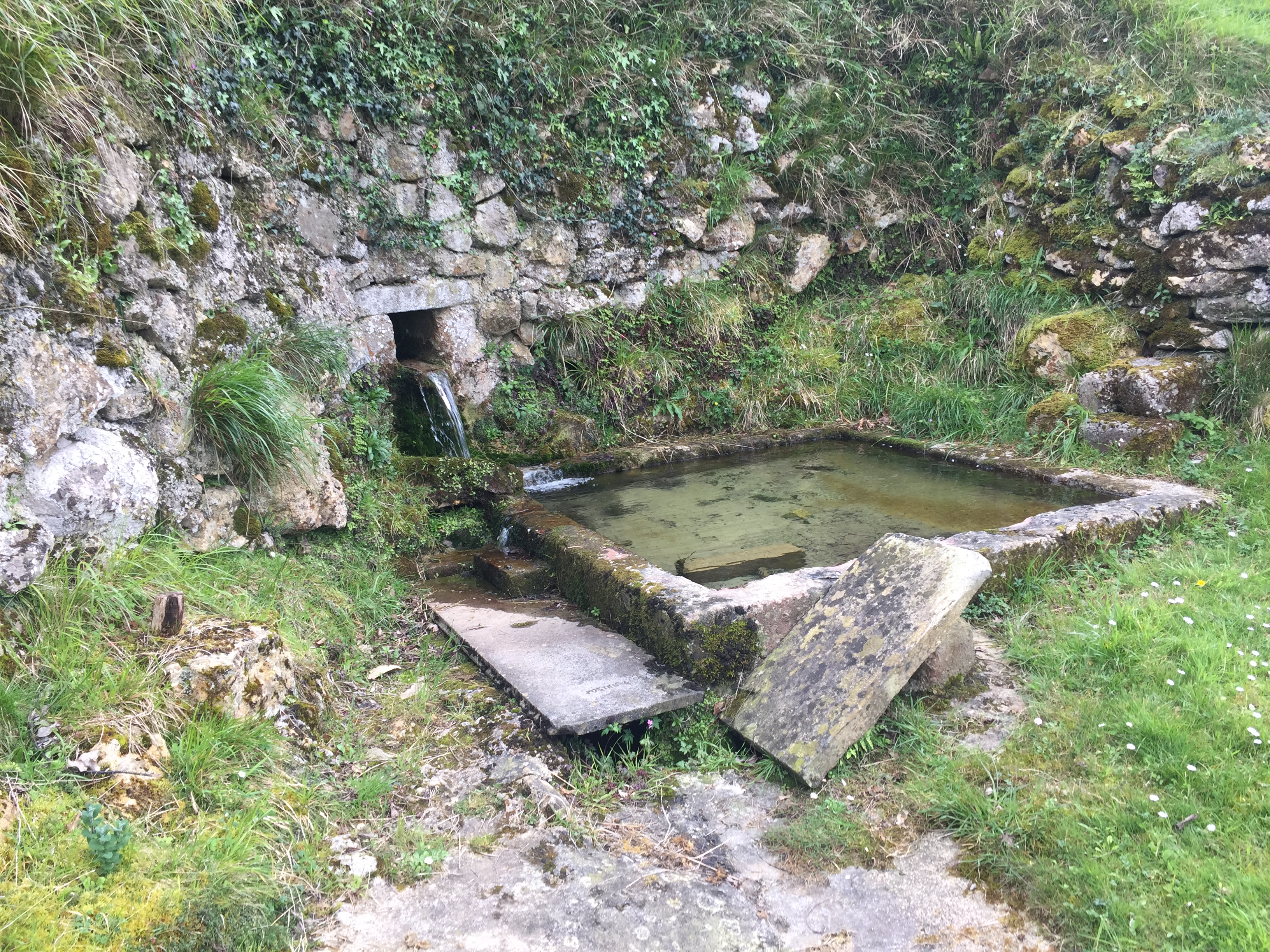
Fonte de la casa Etxabeguren Berri

Ao ser um dos poucos frontões cobertos de Guipúzcoa, tinha grande afluência de gente de fora que acercava a jogar, até que na década de 1980 se começaram a construir frontões cobertos em todas as vilas da província.

### Outros locais de interesse
- Elementos do património etnográfico de Alkiza, como o forno de cal de Intxarraundiaga, as fontes de Altzorbe e Etxabeguren Berri, o sistema de canais de recolha de água do moinho Goiko Errota, as estradas de Illumbe, Askantxo e Lakapide, a presa de Elektralkiza e a muralha da horta da casa Mariategi.
- Centro de Interpretação Fagus-Alkiza. É a porta à Zona de Especial Conservação (rede Natura 2000) Hernio-Gazume.[14]

Pessoas célebres